# Гордон Ньюфелд
Гордон Ньюфелд — доктор філософії, канадський (Ванкувер) психолог-девелопменталіст, автор книги «Не упускайте своїх дітей» (Hold on to Your Kids: Why Parents Need to Matter More Than Peers), написаної у співавторстві з лікарем Габором Мате. На сьогодні книга перекладена 10 мовами, в тому числі українською мовою. Підхід Ньюфелда (його концепція розвитку на основі прив'язаності) заснований на теорії прив'язаності Джона Боулбі. Ньюфелд розробив теорію прив'язаності, що містить 6 рівнів прив'язаності, а також поняття поляризації прив'язаності, яке пояснює і сором'язливість, і захисне відчуження. Його модель прив'язаності універсальна: її можна застосовувати як до дорослих, так і до дітей, як вдома, так і в навчальному закладі.
Окрім цього, Ньюфелд є засновником Інституту Ньюфелда у Ванкуверi, Канада. Інститут пропонує фахівцям і батькам індивідуальні освітні програми, а також презентації, семінари та курси, в тому числі відеокурси. Викладання ведеться на ряді мов, включаючи англійську, французьку, німецьку, іспанську, іврит, шведську і російську.